# Perkele
|  | Per a altres significats, vegeu «Perkele (grup de música)». |

Perkele (pronunciat [ˈperkele] és una paraula finlandesa que significa "esperit malvat" i una blasfemia popular finlandesa, usada de manera similar a l'anglès "god damn", encara que es considera molt més profana. És probablement la paraula grollera finlandesa més coneguda internacionalment.

## Orígens
Alguns investigadors consideren que Perkele és un nom original del déu del tro Ukko, el déu principal del panteó pagan finlandès, però aquesta interpretació no és compartida per tots els investigadors. Hi ha paraules relacionades en altres llengües fineses: en estonià, põrgu significa infern, en carèlia perkeleh significa esperit maligne.

## Introducció del cristianisme
A mesura que Finlàndia es va cristianitzar, les antigues divinitats finlandeses van començar a ser considerades com a dimonis. Això va portar a l'ús de "Perkele" com a traducció de "Diable" a la traducció finlandesa de la Bíblia. Més tard, en altres traduccions, la paraula es va traduir com paholainen (el maligne).